# Kán
Kán a fost o familie nobiliară din Transilvania. A avut un rol important în istoria Transilvaniei în secolele al XIII-lea–al XIV-lea, și a dat mai mulți voievozi ai Transilvaniei. 
Printre cei mai importanți membri ai acestei familii au fost: Julius (maghiară: Gyula) Kán, Ladislau I Kan și Ladislau Kán al II-lea. 
Ultimul membru important al familiei a fost Ladislau Kán al III-lea, care a fost detronat de regele Ungariei.

 Acest articol despre un subiect legat de  istoria României este deocamdată un ciot. Puteți ajuta Wikipedia prin completarea sa.